# Белоа
Белоа (фр. Belloy) насеље је и општина у североисточној Француској у региону Пикардија, у департману Оаза која припада префектури Компјењ.
По подацима из 2011. године у општини је живело 87 становника, а густина насељености је износила 29,19 становника/km². Општина се простире на површини од 2,98 km². Налази се на средњој надморској висини од 130 метара (максималној 133 m, а минималној 75 m).

## Демографија
| 1962. | 1968. | 1975. | 1982. | 1990. | 1999. | 2011. |
| ----- | ----- | ----- | ----- | ----- | ----- | ----- |
| 35    | 49    | 53    | 62    | 64    | 71    | 87    |

График промене броја становника у току последњих година